# Vatana (Madagascar)
Pour les articles homonymes, voir Vatana.
Vatana est une commune rurale malgache située dans la région de Fitovinany.